# Lobrathium wittmeri
Lobrathium wittmeri – gatunek chrząszcza z rodziny kusakowatych i podrodziny żarlinków (Paederinae).
Gatunek ten opisany został w 1982 roku przez H. Coiffaita. W 2012 roku V. Assing dokonał jego redeskrypcji.
Chrząszcz o czarniawym ciele długości od 6 do 7 mm. Długość głowy zbliżona do jej szerokości. Czułki ciemnobrązowe ze zwykle ciemniejszym pierwszym członem i rudymi członami wierzchołkowymi. Oczy raczej duże, ale nieco mniejsze niż u L. kosiense. Zarówno głowa jak i przedplecze mniej grubo punktowane niż u wspomnianego gatunku. Odnóża ciemnobrązowe do czarniawobrązowych z rudymi stopami. Występuje dymorfizm skrzydłowy. U osobników krótkoskrzydłych pokrywy mają szerokość przedplecza i są od niego 0,7 do 0,75 razy krótsze. U osobników długoskrzydłych pokrywy są szersze od przedplecza, 1,05 raza od niego dłuższe i mają silniej zaznaczone barki. Odwłok szerszy od pokryw, opatrzony palisadą włosków na tylnej krawędzi siódmego tergitu. Samiec ma środkowe zagłębienie na sternicie siódmym, po bokach którego występują słabo zmodyfikowane szczecinki oraz wyraźnie, szeroko wklęśnięty tylne brzeg tego sternitu. Szerokie wgłębienie środkowe na poprzecznym sternicie ósmym zaopatrzone jest 30-40 grubych, krótkich, czarnych szczecin. Po bokach dość płytkiego i szerokiego wcięcia na tylnej krawędzi ósmego sternitu osadzone są kępki długich, czarnych szczecinek. Brzuszny wyrostek edeagusa ma kształt ostrza, patrząc od spodu trójkątnie zakończonego, zaś patrząc z boku zakończonego spiczasto.
Owad znany wyłącznie ze środkowego Nepalu, z wysokości 2100–3100 m n.p.m., jednak występowanie osobników długoskrzydłych świadczyć może o jego szerszym rozsiedleniu.